# Ireneusz (Đorđević)
Ireneusz, imię świeckie Milan Đorđević (ur. 22 maja 1894 we Vrnčani, zm. 27 sierpnia 1952 w Cambridge) – serbski biskup prawosławny.

## Życiorys
Syn Dobrosava i Draginji Đorđević. Ukończył seminarium duchowne w Belgradzie. Wieczyste śluby mnisze złożył podczas I wojny światowej. Krótko potem został skierowany przez Święty Synod metropolii belgradzkiej na wyższe studia teologiczne na Petersburskiej Akademii Duchownej, jednak nie ukończył ich, gdyż w 1916 wyjechał z Rosji do Wielkiej Brytanii. Edukację uniwersytecką kontynuował na Uniwersytecie Oksfordzkim, tam też uzyskał doktorat z teologii. Po ukończeniu studiów pracował w Serbskim Biurze w Londynie jako sekretarz, a następnie kierownik. W 1919 wrócił do Belgradu i został wyświęcony na diakona. Jego doktorat uzyskany w Wielkiej Brytanii nie został uznany i duchowny został skierowany do Aten, gdzie po raz drugi obronił dysertację doktorską w dziedzinie teologii prawosławnej. Zatrudniono go następnie w seminarium duchownym w Sremskich Karlovcach. Przed 1928 został asystentem, a później docentem na Wydziale Teologicznym Uniwersytetu Belgradzkiego.
25 grudnia 1928 został w soborze św. Michała Archanioła w Belgradzie wyświęcony na biskupa sremskiego, wikariusza archieparchii belgradzkiej. Trzy lata później został przeniesiony na katedrę dalmatyńską. Rozpoczął budowę cerkwi św. Sawy w Splicie, zaś w Visie, gdzie po I wojnie światowej grupa mieszkańców postanowiła przyjąć prawosławie, wyświęcił cerkiew Świętych Cyryla i Metodego. Od 1935 do 1938 tymczasowo administrował eparchią amerykańsko-kanadyjską.
W czasie II wojny światowej internowany we Włoszech, nie wrócił do Jugosławii komunistycznej, lecz emigrował do Stanów Zjednoczonych. Został proboszczem parafii w Stubenville w Ohio, wykładał również w serbskim seminarium duchownym przy monasterze św. Sawy w Libertyville. W 1949 przeniósł się do Wielkiej Brytanii i do śmierci był wykładowcą Uniwersytetu w Cambridge. Został pochowany na Cmentarzu Brompton w Londynie.